# Stellaris
Stellaris ist ein echtzeitbasiertes 4X-Globalstrategiespiel des Entwicklers Paradox Development Studio. Der Spieler hat die Aufgabe, eine Galaxie zu erforschen, sie zu kolonisieren und ein Sternenreich durch diplomatische, wirtschaftliche und militärische Maßnahmen zu errichten und erhalten.
Das Spiel wurde am 9. Mai 2016 für Microsoft Windows, Mac OS X und Linux veröffentlicht. Am 26. Februar 2019 erschien eine Portierung für PlayStation 4 und Xbox One. Damit ist Stellaris das erste Grand-Strategy-Spiel, das für moderne Spielekonsolen erhältlich ist.

## Spielprinzip
Stellaris gibt keine Geschichte vor, sondern lässt den Spieler – nach Auswahl und Anpassung einer Spezies und deren Verhaltensweisen und Technologien – auf eigene Faust ein Sternenreich aufbauen.
Zu Beginn steht dem Spieler neben dem Heimatplaneten samt Raumhafen eine kleine Raumflotte aus je einem Forschungs- und Konstruktionsschiff sowie einer Handvoll Militärschiffe zur Verfügung. Mit wachsender Größe gesellen sich militärische und diplomatische Aufgaben zum anfänglichen Forschungs- und Aufbaumanagement, sobald das wachsende Imperium auf andere Zivilisationen und prä-interstellare besiedelte Welten trifft.
Im späteren Spielverlauf treten galaxisweite Zufallsereignisse ein, wie beispielsweise eine Invasion aus einer anderen Dimension bzw. von außerhalb der Galaxis oder ein Roboteraufstand, der das gesamte bekannte Universum in die Krise stürzt und nicht nur das Reich des Spielers allein betrifft. Die Entwickler hoffen, durch diese Krisen ein generelles Manko von Strategiespielen dieser Art zu beseitigen: Im späteren Verlauf kann eine Fraktion so übermächtig werden, dass Motivation und Spielspaß darunter leiden.
Mit der Veröffentlichung weiterer kostenpflichtiger DLCs wurden weiter Spielelemente eingeführt, die einigen Mechaniken gegen Ende eines Spieldurchlaufs mehr Tiefe und Komplexität verleihen sollen. Ein großer Fokus lag auf der Diplomatie zwischen Spieler und Computergegnern.

## Entwicklung
Stellaris wurde von Paradox Development Studios entwickelt und von deren Muttergesellschaft Paradox Interactive vertrieben. Die im Spiel verwendete Clausewitz Engine nutzt Paradox bereits seit 2007, erstmals für Europa Universalis III. Erstmals angekündigt wurde das Spiel auf der Gamescom 2015. Während der Entwicklung wurden in regelmäßigen Abständen Entwicklertagebücher veröffentlicht, die verschiedene Aspekte des Spiels beleuchteten.
Anfang 2018 zusammen mit dem DLC Cherryh (benannt nach C. J. Cherryh) Version 2.0 des Spiels veröffentlicht, welche viele Spielmechaniken grundlegend umgestaltete und den Fokus von Kriegführung hin zu Erkundung, Diplomatie und Wirtschaftssimulation verlagerte. Insbesondere Einführung der Spielmechanik „Kriegsmüdigkeit“ dämmte die Möglichkeit konstanter aggressiver Expansion massiv ein. Außerdem wurde die Benutzeroberfläche den Rückmeldungen der Spieler nach überarbeitet. Viele Funktionen, die zuvor als kostenpflichtige Erweiterungen verkauft worden waren, wurden zudem kostenlos in das Hauptspiel integriert.

### Soundtrack
Der Soundtrack wurde von Andreas Waldetoft komponiert und durch das Brandenburgische Staatsorchester Frankfurt (Oder) eingespielt.

### Ableger
Im Juni 2020 erschien mit Stellaris: Galaxy Command ein Free-to-play-Ableger für Mobilgeräte mit den Betriebssystemen Android und iOS.

## Erweiterungen
| Name                      | Veröffentlichungsdatum | Vollständige Erweiterung | Beschreibung |
| ------------------------- | ---------------------- | ------------------------ | --- |
| Plantoids Species Pack    | 4. August 2016         | Nein                     | Einführung neuer pflanzlicher Spezies, aus denen Spieler und KI-Imperien auswählen können, einschließlich neuer Illustrationen und Animationen für Anführer, Schiffe und Städte. |
| Leviathans Story Pack     | 20. Oktober 2016       | Nein                     | Einführung neuer „Leviathane“, mächtige Weltraumkreaturen, welche man untersuchen oder bekämpfen kann; neu unabhängige Enklaven und eine neue Mechanik mit welcher „gefallene Reiche“ wieder erweckt werden können, um entweder zu versuchen, die Galaxie erneut zu erobern oder gegeneinander einen „Himmelskrieg“ zu führen.                                                                                             |
| Utopia                    | 6. April 2017          | Ja                       | Fügt Megastrukturen, wie z. B. Ringwelten und Dyson-Sphären, „Aufstiegsvorteile“, mit welchem man seine Spezies biologisch, synthetisch oder psionisch weiterentwickeln kann, Schwarmbewusstseine, neue Möglichkeiten um Sklaven und die Bevölkerung zu indoktrinieren und neue Staatselemente hinzu. |
| Synthetic Dawn Story Pack | 21. September 2017     | Nein                     | Ermöglicht das Spielen als (und gegen) nicht-organische Imperien und bietet die Möglichkeit, als Maschinenimperien mit einzigartigen Ereignisketten und Mechaniken zu spielen, außerdem kann es zu synthetischen Aufständen kommen und neue synthetische Porträts wurden hinzugefügt. |
| Humanoids Species Pack    | 7. Dezember 2017       | Nein                     | Fügt neue Optionen für humanoide Spieler- und KI-Imperien hinzu, mit neuen Animationen für Anführer und Schiffe sowie zusätzlichen Musiktiteln und VIR-Voiceover-Sets. |
| Apocalypse                | 22. Februar 2018       | Ja                       | Fokus auf die Kriegsführung, Ergänzung mehrere Superwaffen, mit denen Planeten zerstört und Planetenpopulationen ausgerottet oder assimiliert werden können. Außerdem gibt es neue 'Titanen'-Schiffsklassen und Verteidigungsmodule, die sternensystemweite Waffenangriffe ermöglichen. Die Erweiterung umfasst auch nomadische „Marodeur“-Zivilisationen, Ambitionen und neue Staatselemente.                             |
| Distant Stars Story Pack  | 22. Mai 2018           | Nein                     | Spieler können jetzt den Zugang zu neuen versteckten Sternensystemen entdecken und auf verschiedene neue Anomalien, Ereignisse, Weltraumwesen und einzigartige Systeme stoßen. Es wurde auch ein „L-Cluster“ hinzugefügt, ein Abschnitt von Sternensystemen, der nicht mit der regulären Galaxie verbunden ist. |
| MegaCorp                  | 6. Dezember 2018       | Ja                       | Einführung eines neuen Imperiumstypen, welcher sich auf Handel und Geschäfte konzentriert, man kann Niederlassungen auf ausländischen Planeten errichten und den galaktischen Handel dominieren, außerdem hat man die Möglichkeit, eine Ecumenopolis zu erschaffen. Es wurden auch neue nomadische „Karawanen“ -Zivilisationen, neue Megastrukturen, neue Aufstiegsvorteile und ein galaktischer Sklavenmarkt hinzugefügt. |
| Ancient Relics Story Pack | 4. Juni 2019           | Nein                     | Ermöglicht Spielern Ruinen längst vergessener Zivilisationen aufzudecken und so Vorteile zu erhalten. |
| Lithoids Species Pack     | 24. Oktober 2019       | Nein                     | Fügt neue felsbasierte Spezies für Spieler und KI hinzu, mit einzigartigen Mechaniken, Porträts und Stimmen. |
| Federations               | 17. März 2020          | Ja                       | Fügt fünf neue Föderationstypen, zusätzliche Resolutionen für die Galaktische Gemeinschaft, neue Ursprünge für die Sternenreiche, neue Megastrukturen und eine neue Schiffsklasse, den Juggernaut, hinzu. |
| Necroids Species Pack     | 29. Oktober 2020       | Nein                     | Fügt Nekroiden, eine untote Spezies, für Spieler und KI hinzu, mit einzigartigen Mechaniken, Porträts und Stimmen. |
| Nemesis                   | 15. April 2021         | Ja                       | Ermöglicht es selbst zur Krise zu werden. Es wird ein neuer Krisenaufstiegsvorteil und neue Schiffe eingeführt. |
| Aquatic Species Pack      | 22. November 2021      | Nein                     | Fügt neue wasserbasierte Spezies für Spieler und Ki hinzu, mit einzigartigen Mechaniken, Porträts und Stimmen. |
| Overlord                  | 12. Mai 2022           | Ja                       | Überarbeitung des Vasallen- und Diplomatie-Systems. Einführung von neue Mechaniken, um mit Vassalen zu interagieren. |
| Toxoids Species Pack      | 20. September 2022     | Nein                     | Fügt neue giftbasierte Spezies für Spieler und KI hinzu, mit einzigartigen Mechaniken, Porträts und Stimmen. |
| First Contact Story Pack  | 14. März 2023          | Nein                     | Überarbeitet die ersten interstellaren Kontakte mit anderen Spezies. Bietet dem Spieler neue Ursprünge und Mechaniken an, um mit primitiveren Zivilisationen zu interagieren. |
| Galactic Paragons         | 9. Mai 2023            | Ja                       | Bearbeitet das Anführersystem und fügt einen neuen Rat hinzu. Zudem kann der Spieler nun legendäre Herrscher während der Erkundung der Galaxis finden und anwerben. Außerdem gibt es neue Mechaniken für die Anführer und einen neuen Ursprung. |
| Astral Planes             | 16. November 2023      | Ja                       | Fügt eine Astralebene hinzu, mit neuen Story-Ereignissen, Technologien, Aktionen und Relikten. |
| The Machine Age           | 7. Mai 2024            | Ja                       | Fügt individualisierbare Maschinen, eine Endgamekrise, Aufstiegs- und Spielerkrisenpfade rund um Kybernetik sowie synthetische Maschinen hinzu. |

## Rezeption
Vorabrezensionen äußerten sich positiv und drückten die Hoffnung aus, dass Stellaris sich zu einem Meilenstein für das 4x-Strategie-Genre entwickeln könnte.
Nach Veröffentlichung wurde zwar die Spielmechanik als hervorragend bewertet, jedoch trübten technische Mängel das Spielvergnügen, insbesondere Performanceprobleme im späteren Spielverlauf auf mittleren bis großen Karten. In der Folgezeit wurden diese Performanceprobleme durch Patches korrigiert, welche die Namen berühmter Science-Fiction-Schriftsteller wie Asimov, Clarke und Heinlein tragen. Außerdem wurden nach und nach Features ergänzt.
Der Test von Rowan Kaiser für die Reviewsseite IGN erregte in der Fachpresse besondere Aufmerksamkeit, da ihm aufgrund der Beziehung zwischen Paradox und dem Spielekritiker John Bain vorgeworfen wurde eine persönliche Abneigung gegen den Entwickler zu hegen. Paradox Interactive veröffentlichte am 11. Mai 2016 ein Statement, in welchem Kaisers persönliche Meinung mit dem Hinweis auf Meinungsfreiheit verteidigt wurde.

### Stellaris 2.0
Nach einer umfangreichen Überarbeitung wurde das Spiel von der Fachpresse vielfach neu bewertet. Vorangegangene Aktualisierungen und Erweiterungen hatten bereits viele Schwächen ausgebessert und die Stärken des Spiels besser betont.
Mit Version 2.0 wurden einige Systeme grundlegend verändert – meistens deutlich vereinfacht – was im Allgemeinen positiv aufgenommen wurde. Außerdem wurden die proaktiveren Computergegner, eine intuitivere Bedienung und die Möglichkeit der Automatisierung wiederkehrender Aufgaben gelobt. Ein gewisser Schneeballfaktor zum Spielende hin sowie fehlende Herausforderungen zwischen Mitte und Ende einer Kampagne wurden jedoch weiterhin kritisiert.
Die radikalste Änderung betraf das interstellare Reisen: Während zuvor potenziell alle benachbarten Sternensysteme innerhalb der Reichweite der Raumschiffantriebe angesteuert werden konnten, können seit Version 2.0 zu Beginn des Spiels nur noch vorgegebene Routen genutzt werden. Dies war bereits zuvor eine mögliche Variante, die nun verpflichtend wurde. Dadurch reduziert sich die Komplexität des Spiels in der Anfangsphase enorm, während gleichzeitig die strategische Bedeutung verschiedener Sternensysteme enorm variiert. Statt den Spieler zu überwältigen, hätte die Besiedlung nun Puzzlecharakter, was als Verbesserung der Frühphase des Spiels gewertet wurde.

## Modifikationen
Stellaris bietet, wie für Spiele von Paradox Interactive üblich, eine einfache Modifizierbarkeit an. Spieler der Steam-Version des Spiels können Mods über den Steam-Workshop installieren. Andere Plattformen für Stellaris-Mods sind das offizielle Forum, ModDB und Nexus Mods.